# Gersthofer SV
Die Gersthofer Sportvereinigung ist ein Fußballverein aus dem Währinger Stadtteil Gersthof in Wien. Der Verein spielt zurzeit in der fünftklassigen 2. Landesliga. Seine Vereinsfarben sind Grün-Weiß.

## Geschichte
Um 1909 trafen sich erstmals regelmäßig fußballbegeisterte Gersthofer auf den Haider Gründen zu Spielen. 1912 erfolgte schließlich die Gründung der Gerstofer Spielvereinigung und die Anmeldung beim Wiener Fußballverband. Die erfolgreichste Zeit hatte der Verein in den 20er Jahren. Von 1919 bis 1921 spielte man sich von der 4. Klasse bis in die zweithöchste Fußballliga Österreichs hoch. Bereits im ersten Jahr in der 2. Klasse konnte man 1922 den 4. Rang belegen. 
In dieser Zeit genoss der Verein eine hohe Popularität. Zu einem Freundschaftsspiel gegen Rapid Wien kamen knapp 8.000 Zuschauer. 1925 wurde in Österreich allerdings der Professionalismus in den höchsten beiden Spielstufen eingeführt, was den kleinen Vorortverein zum freiwilligen Abstieg in die dritte Liga zwang. Bereits im folgenden Jahr schaffte der Verein jedoch den Wiederaufstieg in die zweite Klasse und ließ sich auf das Abenteuer Professionalismus ein. Bis zum Abstieg 1932 konnten sich die Gersthofer ununterbrochen in der zweiten Liga halten.
Nach dem Zweiten Weltkrieg konnte der Verein bis heute nicht mehr an die Erfolge der 20er Jahre anknüpfen. Seit 1999 spielt man in der viertklassigen Wiener Stadtliga. Größter Erfolg der Neuzeit war der Einzug in das Toto-Cup-Finale 1994/95, welches man am 8. Juni 1995 im Wiener Ernst-Happel-Stadion nach einer 2:0-Pausenführung gegen Wacker Wien mit 2:4 verlor.
Frauenfußball
Die Damensektion des Gersthofer SV spielte in der ersten Auflage der Fußball-Frauenmeisterschaft, die 1972/73 ausgetragen wurde, mit, wurde Letzter und löste sich zum Saisonende auf.

## Erfolge
- 10 × Zweitligateilnahme: 1922–24; 1926–32 (4. Platz 1922 und 1924)
- 5 × Achtelfinale des ÖFB-Pokal: 1925, 1927, 1928, 1933, 1948